# 沙里河
沙里河（法語：Chari）是非洲中部的一条河流，长949千米，发源于中非共和国，向西北流入乍得，在恩贾梅纳与洛貢河汇流后沿乍得与喀麦隆的边界注入乍得湖。
沙里河流经的主要城市有萨尔和乍得首都恩贾梅纳，乍得人口大多聚居河畔。